# کلودیا خیمنز

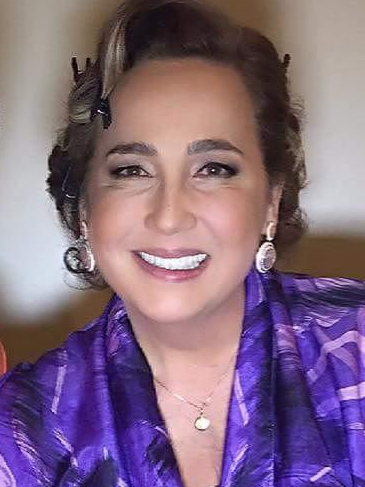
خیمز در سال ۲۰۱۶

کلودیا ماریا پاتیتوچی خیمنز (زاده ۱۸ نوامبر ۱۹۵۸ – درگذشته ۲۰ اوت ۲۰۲۲) بازیگر، کمدین و فیلمنامه‌نویس برزیلی بود. او کار خود را در سال ۱۹۷۹ در برنامه تلویزیونی مالو مولهر آغاز کرد، اما از دهه ۱۹۸۰ به بعد بود که با طنز در نمایش‌هایی مانند Os Trapalhões , زنده باد گوردو و نمایش چیکو آنیسیو کار کرد.
خیمنز که در ۱۸ نوامبر ۱۹۵۸ در ریودوژانیرو به دنیا آمد.